# Тексіко (Нью-Мексико)
Тексіко (англ. Texico) — місто (англ. city) в США, в окрузі Каррі штату Нью-Мексико. Населення — 956 осіб (2020).

## Географія
Тексіко розташоване за координатами 34°23′21″ пн. ш. 103°3′2″ зх. д. / 34.38917° пн. ш. 103.05056° зх. д. (34.389216, -103.050687).  За даними Бюро перепису населення США в 2010 році місто мало площу 2,15 км², з яких 2,15 км² — суходіл та 0,00 км² — водойми.

### Клімат
| Клімат : Тексіко      | Клімат : Тексіко | Клімат : Тексіко | Клімат : Тексіко | Клімат : Тексіко | Клімат : Тексіко | Клімат : Тексіко | Клімат : Тексіко | Клімат : Тексіко | Клімат : Тексіко | Клімат : Тексіко | Клімат : Тексіко | Клімат : Тексіко | Клімат : Тексіко |
| Показник              | Січ.             | Лют.             | Бер.             | Квіт.            | Трав.            | Черв.            | Лип.             | Серп.            | Вер.             | Жовт.            | Лист.            | Груд.            | Рік              |
| Середній максимум, °C | 11,7             | 13,9             | 18,3             | 22,8             | 27,2             | 32,2             | 32,8             | 31,7             | 28,3             | 23,3             | 16,1             | 11,7             | 22,8             |
| Середній мінімум, °C  | −5               | −3,3             | −0,6             | 3,9              | 8,9              | 13,9             | 16,7             | 15,6             | 11,7             | 6,1              | −0,6             | −4,4             | 5,0              |
| Норма опадів, мм      | 10               | 10               | 20               | 20               | 51               | 61               | 71               | 79               | 46               | 43               | 13               | 13               | 434              |
| --------------------- | ---------------- | ---------------- | ---------------- | ---------------- | ---------------- | ---------------- | ---------------- | ---------------- | ---------------- | ---------------- | ---------------- | ---------------- | ---------------- |
| Джерело: Weatherbase  |                  |                  |                  |                  |                  |                  |                  |                  |                  |                  |                  |                  |                  |

## Демографія
Згідно з переписом 2010 року, у місті мешкало 1130 осіб у 392 домогосподарствах у складі 284 родин. Густота населення становила 525 осіб/км².  Було 428 помешкань (199/км²).
Расовий склад населення:
| - 52,6 % — білих - 4,7 % — чорних або афроамериканців - 1,5 % — корінних американців - 0,1 % — вихідців з тихоокеанських островів - 0,1 % — азіатів - 38,4 % — осіб інших рас |

До двох чи більше рас належало 2,7 %. Частка іспаномовних становила 55,9 % від усіх жителів.
За віковим діапазоном населення розподілялося таким чином: 30,2 % — особи молодші 18 років, 58,3 % — особи у віці 18—64 років, 11,5 % — особи у віці 65 років та старші. Медіана віку мешканця становила 32,2 року. На 100 осіб жіночої статі у місті припадало 105,5 чоловіків;  на 100 жінок у віці від 18 років та старших — 102,3 чоловіків також старших 18 років.
Середній дохід на одне домашнє господарство  становив 43 619 доларів США (медіана — 32 188), а середній дохід на одну сім'ю — 49 811 долар (медіана — 36 579). Медіана доходів становила 31 607 доларів для чоловіків та 20 192 долари для жінок. За межею бідності перебувало 30,9 % осіб, у тому числі 49,7 % дітей у віці до 18 років та 18,5 % осіб у віці 65 років та старших.
Цивільне працевлаштоване населення становило 586 осіб. Основні галузі зайнятості: освіта, охорона здоров'я та соціальна допомога — 24,6 %, виробництво — 14,2 %, сільське господарство, лісництво, риболовля — 11,8 %, транспорт — 10,1 %.